# Olympiska vinterspelen 1928
Olympiska vinterspelen 1928, de andra (II) olympiska vinterspelen, arrangerades i Sankt Moritz, Schweiz. Staden ligger på cirka 1 800 m höjd, och under längdlöpningen på skidor kom spåren att passera 2 000 metersgränsen. Ca 40 000 åskådare bevistade tävlingarna.
Föhnvinden, som förde med sig varm luft från Afrika, ställde till det ännu mera för skridskotävlingarna. 10 000 meter kunde inte fullföljas eftersom isen mer eller mindre försvann. Eftersom tävlingarna gick alldeles för sent på senvintern och man kunde befara fortsatt värme var det inte möjligt att köra om loppet.
Gillis Grafström lyckades med bedriften att hämta hem den tredje raka guldmedaljen i konståkning. Den 15-åriga norskan Sonia Henie tog sensationellt hem damernas konståkningsguld och det skulle dröja 74 år innan någon yngre skulle bli guldmedaljör.

## Sporter
| - Backhoppning - Bob - Hastighetsåkning på skridskor - Ishockey |  | - Konståkning - Längdskidåkning - Nordisk kombination - Skeleton |

### Demonstrationssporter
- Militärpatrull
- Skidkörning

## Deltagande nationer
25 nationer skickade deltagare till spelen.
| - Argentina - Belgien - Estland - Finland - Frankrike - Italien - Japan - Kanada - Jugoslavien - Lettland - Litauen - Luxemburg - Mexiko | - Nederländerna - Norge - Polen - Rumänien - Schweiz - Sverige - Storbritannien - Tjeckoslovakien - Tyskland - Ungern - USA - Österrike |

## Medaljfördelning
Värdnation (Schweiz)
| Pl.   | Nation          | Guld | Silver | Brons | Totalt |
| ----- | --------------- | ---- | ------ | ----- | ------ |
| 1     | Norge           | 6    | 4      | 5     | 15     |
| 2     | USA             | 2    | 2      | 2     | 6      |
| 3     | Sverige         | 2    | 2      | 1     | 5      |
| 4     | Finland         | 2    | 1      | 1     | 4      |
| 5     | Kanada          | 1    | 0      | 0     | 1      |
| 5     | Frankrike       | 1    | 0      | 0     | 1      |
| 7     | Österrike       | 0    | 3      | 1     | 4      |
| 8     | Belgien         | 0    | 0      | 1     | 1      |
| 8     | Tjeckoslovakien | 0    | 0      | 1     | 1      |
| 8     | Tyskland        | 0    | 0      | 1     | 1      |
| 8     | Storbritannien  | 0    | 0      | 1     | 1      |
| 8     | Schweiz         | 0    | 0      | 1     | 1      |
| Total | Total           | 14   | 12     | 15    | 41     |